# Abu Tor

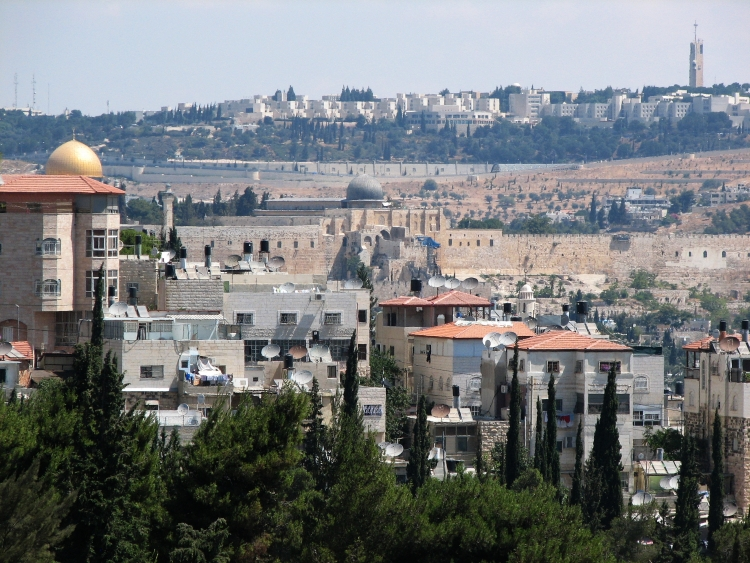
Pohled ze čtvrti Abu Tor na mešitu Al-Aksá

Abu Tor (hebrejsky אבו תור‎, arabsky أبو طور‎ či أبو تور‎, doslova „Otec býka“) je smíšená židovsko-arabská čtvrť v centrálním Jeruzalémě v Izraeli, nacházející se jižně od Starého Města. Ze severu je ohraničena Hinomským údolím, ze západu Hebronskou cestou a starým nádražím a z jihu Šeroverovou promenádou, Armon ha-Naciv a lesem Míru.

## Etymologie
Arabský název Abu Tor může mít souvislost se starověkým uctíváním boha Ba'ala, který byl zpodobňován jako býk. Oficiální hebrejský název této čtvrti je Giv'at Chananja.

## Historie

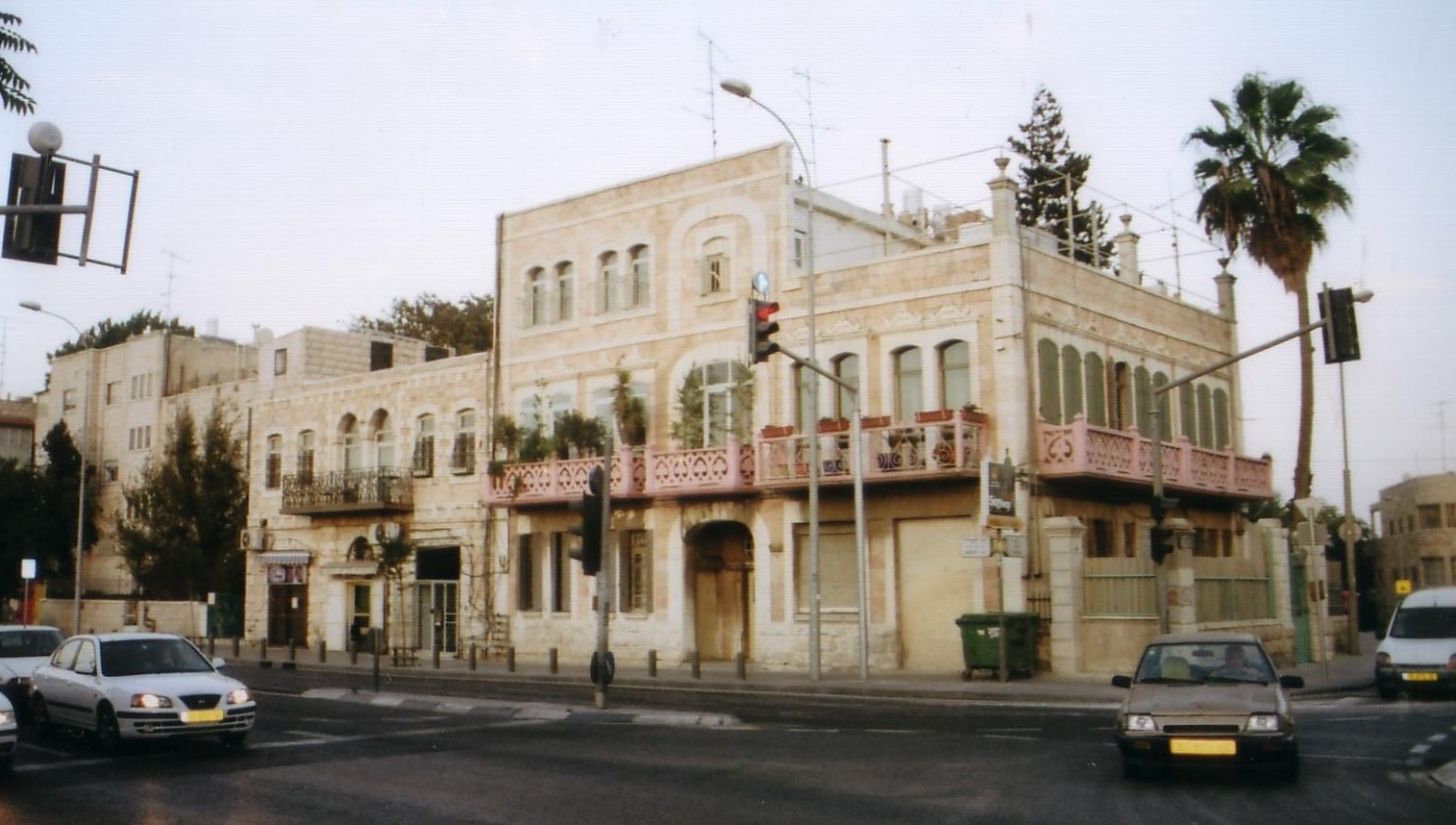
Dům na Hebronské silnici na okraji Abu Tor

Od založení Izraele roku 1948 až do šestidenní války v roce 1967 probíhala čtvrtí hranice mezi Izraelem a Jordánskem. První čtyři cesty přiléhající k Hebronské silnici byly izraelské, zbývající byly jordánské. V lednu 1949 se mezi Izraelem a Jordánskem, zastoupenými Moše Dajanem a Abdulláhem at-Tallem, konaly rozhovory o statusu Jeruzaléma. Dajan Jordánsku nabídl rozdělení Jeruzaléma a navrácení většiny území dobytých během izraelské války za nezávislost, včetně vojenských stanovišť ve čtvrti Abu Tor, avšak jeho nabídka byla odmítnuta.

## Demografie
Abu Tor je jedna z mála jeruzalémských čtvrtí se smíšeným arabským a židovským obyvatelstvem. Žije zde rovněž mnoho novinářů a zaměstnanců Organizace spojených národů (OSN). Zdejší židovské obyvatelstvo je převážně sekulární. Nachází se zde dvě synagogy, a to aškenázská synagoga Har Refa'im v ulici Nachšon a sefardská synagoga Šalom ve-achva.
Plocha této městské části dosahuje 658 dunamů (0,658 km²). V roce 2000 tu žilo 12 987 a v roce 2002 13 651 obyvatel.